# Eduard Richter
Eduard Richter, född 3 oktober 1847 i Mannersdorf am Leithagebirge, Niederösterreich, död 6 februari 1905 i Graz, var en österrikisk geograf och alpinist.
Richter var från 1871 gymnasielärare i Salzburg och blev 1886 professor vid universitetet i Graz. Han ägnade sig åt glaciärforskning och fysisk geografi samt publicerade på dessa områden många arbeten: Die Alpen (1885), Die Gletscher der Ostalpen (1888), Geomorphologische Beobachtungen aus Norwegen (1896), Seestudien (1898, i den av honom och Albrecht Penck från 1895 utgivna "Atlas der österreichischen Alpenseen") samt en mängd bidrag till den tysk-österrikiska alpföreningens publikationer.